# بخش بغراطی
بخش بغراطی، یکی از بخش‌های شهرستان رزن در استان همدان ایران است. مرکز این بخش، روستای بابانظر است.

## تقسیمات کشوری
- بخش بغراطی
  - دهستان بغراطی
  - دهستان قینرجه

## جمعیت
بر پایه سرشماری عمومی نفوس و مسکن در سال ۱۳۹۵، جمعیت بخش بغراطی برابر با ۱۳،۹۴۸ نفر بوده‌است.

## مردم
زبان مردم بخش بغراطی ترکی آذربایجانی با لهجه مخصوص منطقه می‌باشد.مذهب اکثریت مردم نیز شیعه دوازده‌امامی است.